# 威爾斯宣言

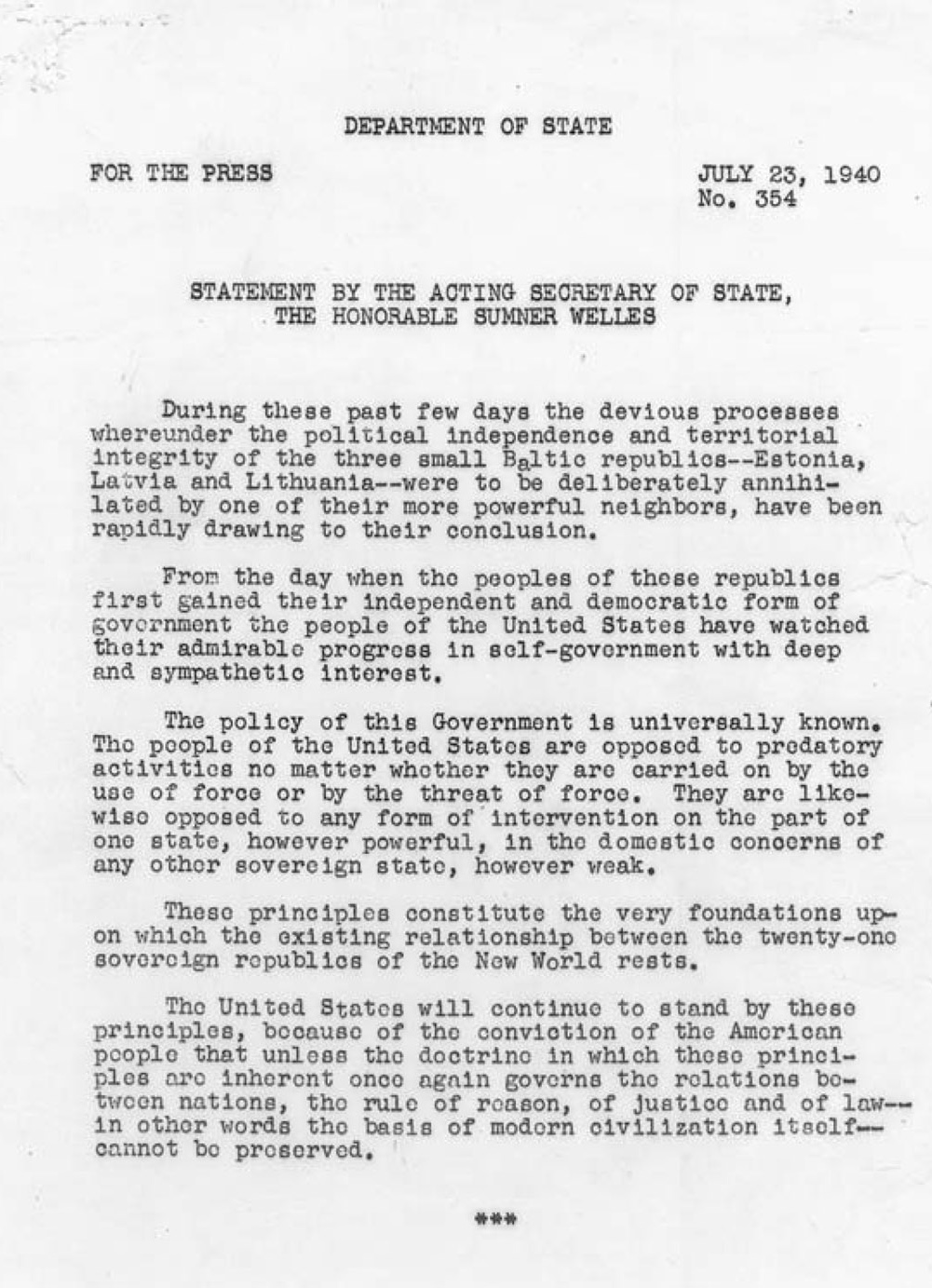
威爾斯宣言於1940年7月23日發表

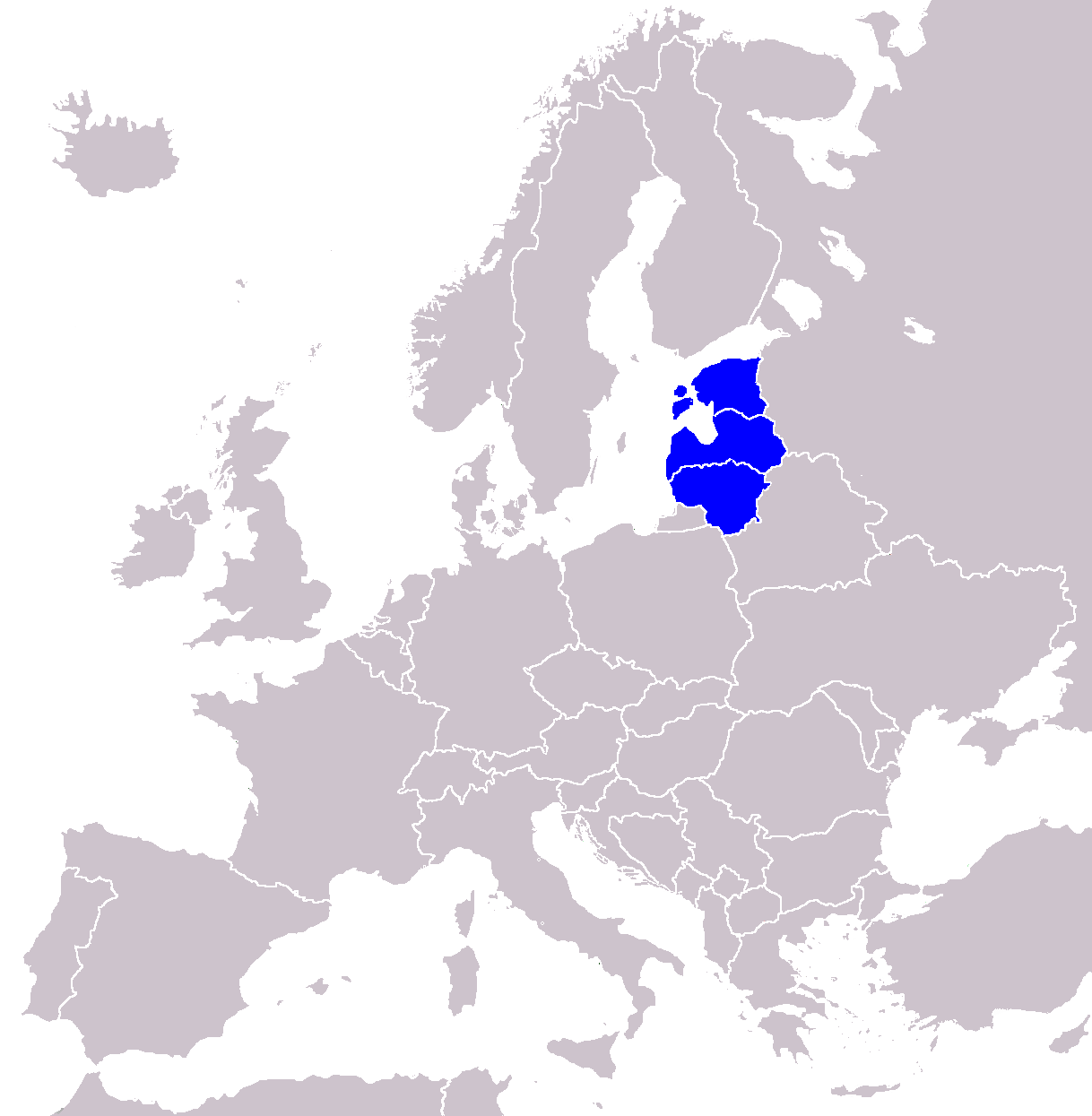
現時的波羅的海三國

1940年7月23日，美國署理國務卿薩姆納·威爾斯發表《威爾斯宣言》，譴責蘇聯侵略原為主權獨立的波羅的海三國──愛沙尼亞、拉脫維亞和立陶宛。一個月前，蘇聯領袖約瑟夫·史太林根據《蘇德互不侵犯條約》，下令軍事侵略，最終吞併波羅的海三國。宣言明確指出，美國不會接受蘇聯進佔這三個民主國家，並拒絕承認蘇聯對三國領土控制的合法性。《威爾斯宣言》把史汀生主義和国际法中的「不法行为不产生权利」原则應用到了波羅的海局勢，亦與總統富蘭克林·羅斯福對於別國擴張領土的態度一致，表達了羅斯福當局的觀點。雖然波羅的海三國並非美國的戰略重地，但美國國務院在當地設有幾個公使館。
第二次世界大戰期間，因美國奉行孤立政策，英國推斷將會與蘇聯結盟，使兩國沒有公開阻止波羅的海局勢惡化。威爾斯受羅斯福授權，發表強硬聲明，表示美國會逐漸干涉。萊·W·亨德森與其他熟悉當地的國務院官員時常向當局彙報情勢進展，而亨德森、威爾斯和羅斯福共同草擬出一份宣言。
美國自發表《威爾斯宣言》開始，其後五十年不承認蘇聯吞併波羅的海三國。此宣言對於美國在關鍵的1940年對歐洲的整體外交政策，尤其重要。縱然美國並未於該地區與蘇聯兵戎相見，但《威爾斯宣言》使波羅的海三國可以維持獨立的外交活動，羅斯福並且簽署了行政命令保障三國資產。歷任總統和國會決議均支持美國對三國的保護，直至波羅的海三國於1990至1991年重新獨立。

## 背景

### 19至20世紀初期
18世紀末至20世紀初，俄羅斯帝國吞併東北歐，即現時屬於波羅的海三國和芬蘭的領土。當地的民族覺醒運動日盛，愛沙尼亞、拉脫維亞和立陶宛三個民族均萌生獨立建國的意願。他們雖然歷史和語言各異，但時常被視為一體 。立陶宛早於1253年就獲承認為國家，而愛沙尼亞和拉脫維亞則可追溯至1243年成立的利伏尼亞邦聯。第一次世界大戰尾聲，立陶宛於1918年2月16日宣告恢復獨立，愛沙尼亞於1918年2月24日宣告獨立，拉脫維亞1918年11月18日宣告獨立。新獨立的三國國家於1921年初加入國際聯盟。
美國在民主黨伍德羅·威爾遜在任至共和黨沃倫·蓋瑪利爾·哈定在任期間承認這些獨立國家，1922年7月已在法律上完全承認三國。雖然美國沒有在兩戰之間給予他們任何實質政治和經濟支持，而且認為該處並無戰略意義，但是與三國維持正常外交關係 。
美國曾在一戰損員十萬，戰後則奉行孤立政策，避免再受歐洲衝突牽涉。可是，國務卿亨利·劉易斯·史汀生於1932年正式斥責日本侵略中國東北，其宣示的「不承認主義」（史汀生主義）日後成為《威爾斯宣言》的基礎。

### 二戰爆發

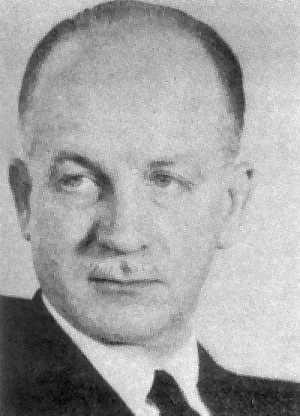
1940年7月的署理國務卿薩姆納·威爾斯

德國入侵波蘭，觸發第二次世界大戰後，形勢隨之而改變。丹麥、挪威、荷蘭也相繼落入德軍之手。英國深知自己面臨威脅，政府討論與蘇聯結盟的可能性，因此英國難以直接干預波羅的海局勢 。
羅斯福不欲美國參與戰爭；他於1937年譴責意大利和日本侵略的隔離演說毀譽參半。威爾斯並未考慮是否參戰，而是籌劃戰後事宜，有意建立起以為美國為首、介入這種糾紛的國際機構。威爾斯發表強硬的公開聲明，羅斯福藉以觀察公眾對於美國外交政策的態度。
德國與蘇聯1939年簽訂《德蘇互不侵犯條約》，把愛沙尼亞、拉脫維亞、立陶宛劃入蘇聯勢力範圍。1939年末至1940年初，蘇聯向三國政府發出最後通牒，最終吞併三國。蘇軍於1940年6月進佔三國，並逮捕其領袖和公民 。
7月中，三國均舉行「人民會議」選舉，蘇聯支持的候選人得到92.2%至99.2%的選票。國務院的約翰·威利於6月以加密電報向華盛頓彙報當地形勢，這些報告打動了威爾斯。美國於7月15日修訂8389號行政命令，凍結波羅的海三國資產，即是把他們和被德國佔領的國家視為同等。其後，威爾斯發表譴責宣言。

## 草擬

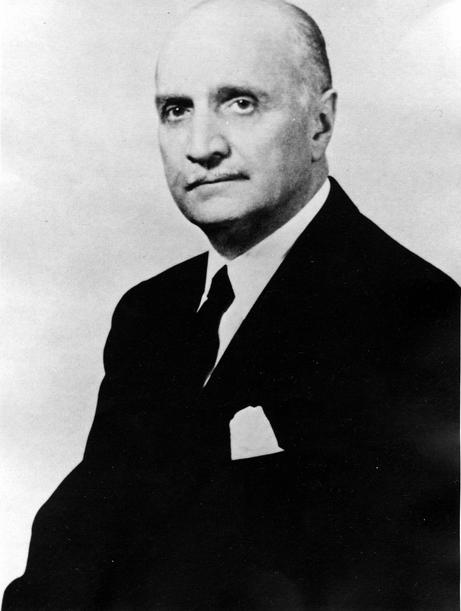
萊·W·亨德森是宣言的其中一名作者

威爾斯宣言是萊·W·亨德森徵詢威爾斯和羅斯福的意見後寫成的。威爾斯出任署理國務卿，代行告病的國務卿科德爾·赫爾職務，威爾斯日後還會參與創立《大西洋憲章》，該憲章規定領土變更須符合當地人民意願。亨德森是國務院歐洲事務部總監，娶了拉脫維亞女士為妻。亨德森於一戰後在立陶宛考那斯開設美國紅十字會辦公室，並在國務院東歐分部任職18年 。
7月23日早上，威爾斯吩咐亨德森撰寫一篇新聞稿「表達對波羅的海人民的同情，和譴責蘇聯的行動」。威爾斯看過初稿後，激動表示措施不夠強硬，並致電羅斯福。羅斯福和威爾斯都認為需要加強用語。威爾斯修改了一些句子，並加入一些總統建議的句子。據亨德森憶述，「羅斯福總統對於蘇聯吞併波羅的海國家感到憤怒，親自批准威爾斯國務次卿關於此事的譴責聲明。」宣言於同日發布，並以電報傳送至美國駐莫斯科大使館。

## 宣言內容
宣言的內容如下：

## 影響

### 二戰期間
威爾斯宣布，美國政府會繼續承認波羅的海國家的外交部長為主權國家政府的外交代表。同時，國務院指示美國代表從當地撤離，「以作諮詢」。1940年，《紐約時報》稱《威爾斯宣言》為「國務院多年來發出的其中一份最卓越外交文件」。
宣言是美英和蘇聯結盟的爭端，但威爾斯不斷為其辯解。一次與傳媒討論時，他指出蘇聯在背後操縱，使侵略行為看似合法。他和英國大使哈利法克斯勳爵談話表示，會把那些支持吞併的公投視為虛假。1942年4月，他寫道「（蘇聯的軍事侵略）……不但在任何道德論點上都站不住腳，而且異常愚蠢」，並且分析若然在波羅的海事件退縮，會成為波蘭東部和其他地方衝突的先例。
隨著戰事升溫，羅斯福接受美國與蘇聯合作，不再提及戰後的領土紛紛。1943年德黑蘭會議期間，他開玩笑的向史太林保證，蘇軍再佔領波羅的海國家時，「他不打算因此而和蘇聯開戰」，但解釋說「公投的問題和自決的權利」對於美國來說十分重要。雖然威爾斯在1940年代初於蘇聯代表合作締結盟約，但他認為羅斯福和邱吉爾並無盡力參與，是很危險的。

### 戰後
1930年代，美國的史汀生主義不承認軸心國對鄰國的佔領，《威爾斯宣言》則把美國對波羅的海政策和史汀生主義連結起來。宣言與支持蘇聯對抗德國的威爾遜主義截然不同。冷戰期間，美國以波羅的海事件作為美蘇關係的支點 。
國際法法官赫希·勞特派特爵士認為，不承認主義建基於「不法行為不產生權利」（ex injuria jus non oritur）原則：
不承認原則是基於這個觀點──違反國際法的行動是無效的，不能作為行惡者擁有合法權利的根據。這個觀點應用於國際法，為「文明國家承認的一個普遍原則」。Ex injuria jus non oritur原則，是法理的一個真理支柱。不法行為不能作為行惡者擁有合法權利的根據。
雖然《威爾斯宣言》僅有象徵意義，但和8484號行政命令結合，卻對波羅的海三國有實質幫助。該行政命令允許三國的駐外人員籌募資金，也能以國旗保障船隻擁有權。120000名戰後被迫離開波羅的海國家人民，免受蘇聯強制返國，並能在外國鼓吹獨立。
隨後51年，美國始終堅持立場，指波羅的海國家是遭武力吞併。繼任的多位總統和國會決議案，都重申《威爾斯宣言》立場。1957年1月6日，德懷特·大衛·艾森豪總統向國會申明波羅的海國家獨立的權利。1975年7月，美國眾議院確認赫爾辛基最終法案後，通過決議，表明最終法案不會影響美國繼續承認波羅的海國家主權。1983年7月26日，即美國法律上承認三國的61週年，朗奴·列根總統重申美國承認愛沙尼亞、拉脫維亞和立陶宛獨立，此聲明也在聯合國宣讀。1940年至1991年間，所有美國官方地圖和刊物提及波羅的海國家時，都附註美國不承認蘇聯佔領該地。
三國的獨立運動成功，終於在1991年加入聯合國，後來亦加入歐洲聯盟和北大西洋公約組織。三國自恢復獨立以來的發展是蘇聯解體後最成功的。
國務卿希拉里·羅德姆·克林頓在《威爾斯宣言》發表70週年提到，宣言是向「我們各國為了追尋自由民主理想的付出」致敬。2010年7月23日，立陶宛首都維爾紐斯豎立紀念匾，上面刻有以英文和立陶宛文寫成的《威爾斯宣言》。